# پی نهنگ
پی نهنگ یک ستاره است که در صورت فلکی نهنگ قرار دارد.